# Fritz Panzer (Maler)
Friedrich (Fritz) Panzer (* 14. März 1945 in Judenburg) ist ein österreichischer Bildhauer, Maler und Zeichner.

## Leben
Fritz Panzer besuchte von 1959 bis 1961 die Kunstgewerbeschule in Graz (Fachschulklasse für Frescomalerei), von 1962 bis 1963 die Kunstschule in Linz und studierte von 1964 bis 1971 an der Akademie der bildenden Künste Wien bei Albert Paris Gütersloh, Josef Mikl und Wolfgang Hollegha. Von 1972 bis 1976 hielt er sich mit Hilfe eines Stipendiums des Landes Steiermark in Italien auf, wo er in Ateliers in Rom und Orvieto tätig war. 1977/78 verbrachte er mit einem Arbeitsstipendium als Maler in Venice, Los Angeles. 1979 kam er in die Steiermark zurück und bezog ein Atelier in Prenning (Deutschfeistritz). Von 1998 bis 2000 hielt er sich in Berlin auf und schuf im Auftrag der Berliner Zeitung eine Reihe von Zeichnungen, die unter dem Titel Stadtblicke dort erschienen. Danach ging Panzer nach Wien, wo er seitdem lebt und arbeitet.
Fritz Panzer wirkt als Maler (u. a. Stillleben, Landschaften, Interieurs, Glasfenster), Grafiker (Zeichnungen in Bleistift und Tusche, Siebdrucke) und Bildhauer (zuerst Karton- und später Eisendrahtskulpturen, die häufig Alltagsgegenstände im Maßstab 1:1 darstellen).

## Auszeichnungen
- 1996 Würdigungspreis des Landes Steiermark für bildende Kunst
- 2012 Kunstpreis der Stadt Graz[4]
- 2014 Preis der Stadt Wien für Bildende Kunst

## Werke (Auswahl)

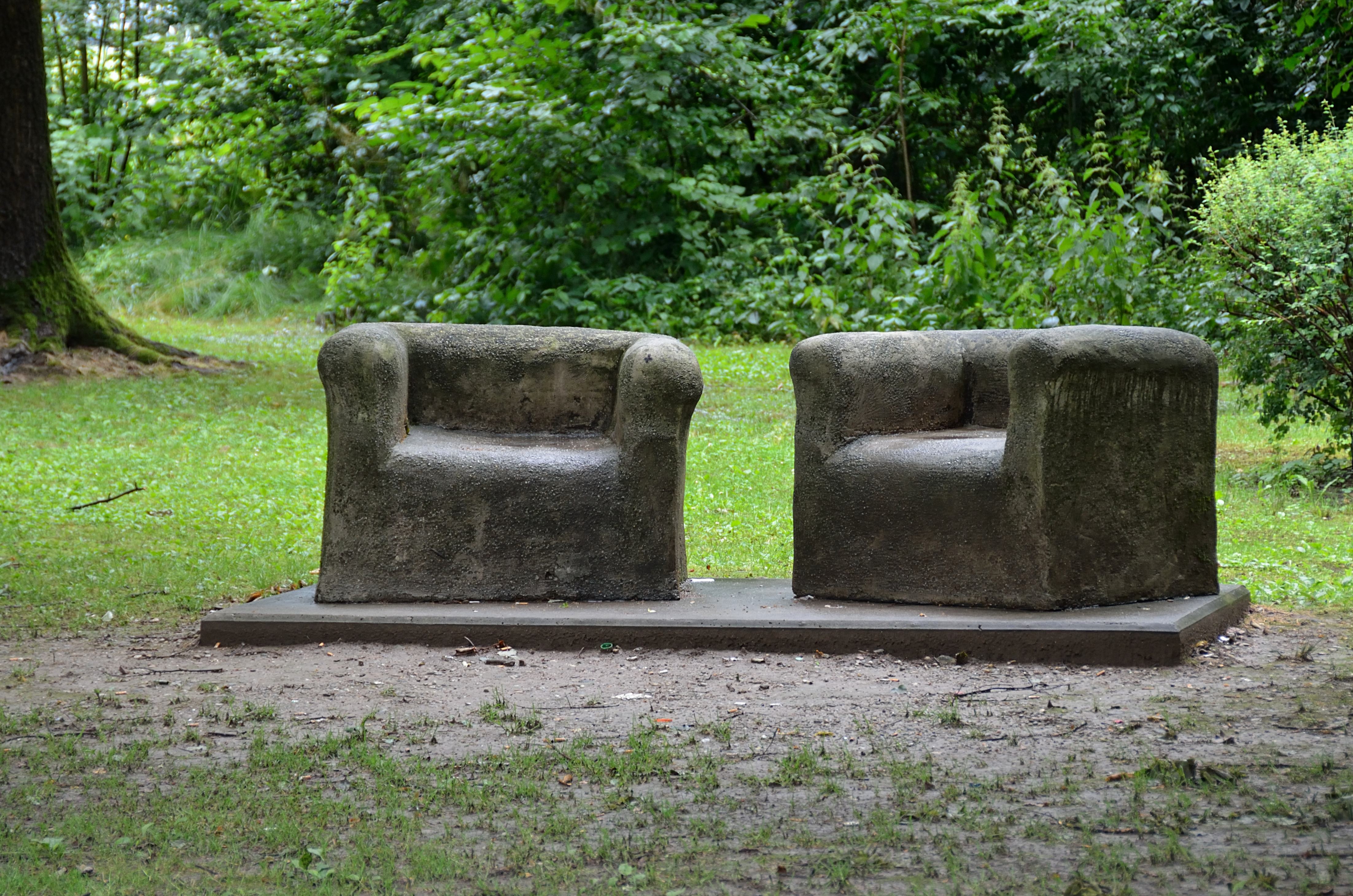
Zwei Fauteuils Modell Gleinalm im Schlosspark von Gleinstätten

- Tisch-Stuhl-Ensemble, 1970, Kartonskulptur, steirischer Herbst, Schloss Eggenberg
- Zimmereinrichtung in Realgröße, 1971, Kartonskulptur, Forum Stadtpark
- Seitenaltar, 1971, Kartonskulptur, Theseustempel
- Ambiente eines Wiener Gasthauses, 1972, Kartonskulptur, Galerie Moser, Graz
- Leber, 1972, Gemälde, Neue Galerie Graz
- Römisches Gebälk [Ostia antica], 1973, Neue Galerie Graz
- Grant Hotel, 1977, Gemälde, Lentos Kunstmuseum Linz
- Der Schrotthaufen, 1979, Kartonskulptur
- Glasfenster Münzgrabenkirche Graz, 1997
- Prenninger Küche, 2002, Drahtskulptur
- Luster, 2005, Drahtskulptur, Alte Universität, Graz
- Ottomane und Zwei Fauteuils Modell Gleinalm, Sitzskulpturen, 2005, LandArt – Künstlerische Interventionen, Park und Au Schloss Gleinstätten
- Cadeau, 2008, Drahtskulptur, 38 × 49,5 × 42 cm, Sammlung Belvedere[5]
- Wendeltreppe, 2011, Drahtskulptur, HTBLA, Salzburg
- Lastauto, Drahtskulptur, MAK, Wien[6]
- Glasfenster Franziskuskapelle Deutschfeistritz[1]

## Ausstellungen
- 2005 Neue Galerie Graz, von Christa Steinle und Peter Weibel zusammengestellt
- 2014 Galerie Krobath Wien[7]
- 2019/2020 Kunsthaus Nexus Saalfelden[3]

## Publikationen
- Fritz Panzer. Das Doppelleben der Gegenstände. Zeichnung Malerei Skulptur 1969–2019. 80 Illustrationen, Revolver Publishing, Goldland Media, Berlin 2019, ISBN 978-3-95763-512-9.